# Philippe Montanier
Philippe Montanier (Vernon, 15 november 1964) is een Frans voetbalcoach en voormalig voetballer.

## Spelerscarrière
Montanier speelde in zijn spelerscarrière als doelman voor SM Caen, FC Nantes, Toulouse, Gueugnon en  Saint-Étienne. Hij speelde in zowel de Ligue 1 als de Ligue 2.

## Trainerscarrière
Montanier coachte US Boulogne van 2004 tot 2009 en werd in zijn laatste jaar bij Boulogne uitgeroepen tot beste trainer van de Ligue 2. Nadat hij met Boulogne promotie naar de Ligue 1 verwezenlijkt had, trok hij naar Valenciennes. In zijn eerste seizoen eindigde hij met Valenciennes op een tiende plaats met 52 punten, hoewel de club begin december nog even vijfde had gestaan. In zijn tweede seizoen parkeerde hij de club op een twaalfde plaats in het klassement met 48 punten.
Op 4 juni 2011 tekende hij na twee seizoenen Ligue 1 een tweejarig contract bij het Spaanse Real Sociedad. Tijdens het seizoen 2012/13 eindigde hij met de Baskische club als vierde in de Primera División, wat de club een UEFA Champions League-ticket opleverde. Op 21 mei 2013 werd bekend dat hij zijn contract bij Real Sociedad niet zou verlengen. Montanier werd in juli 2013 coach van Stade Rennais, waar hij Frédéric Antonetti opvolgde. In zijn eerste seizoen haalde hij de finale van de Coupe de France, die verloren werd van EA Guingamp. Op 20 januari 2016 werd hij ontslagen nadat de club in de 1/16e finale van de Coupe de France onderuit ging tegen Bourg-en-Bresse.
Op 27 juni 2016 werd Montanier trainer van Nottingham Forest. Op 14 januari 2017 werd hij ontslagen omdat de club slechts twintigste stond in de Championship, op drie punten van een degradatieplaats. Op 22 mei 2018 werd hij aangesteld bij RC Lens, de club waaraan hij voor zijn ambtstermijn bij Nottingham Forest al gelinkt was geweest. In zijn eerste seizoen eindigde hij vijfde in de Ligue 2, waarna hij in de barragewedstrijden voor promotie de duimen moest leggen tegen Dijon FCO. Op 25 februari 2020 werd hij na twee opeenvolgende nederlagen tegen LB Châteauroux en SM Caen ontslagen.
Op 10 juni 2020 volgde hij Michel Preud'homme op als trainer van Standard Luik. Met de club kende de coach een goede seizoensstart. Na een 4 op 24 zakte Standard terug tot een elfde plaats in de rangschikking. Het verloor zijn laatste vier wedstrijden, waarvan de laatste twee tegen de laatste in het klassement. Na het verlies tegen STVV op 26 december 2020 werd bekendgemaakt dat Standard de samenwerking met de Fransman per direct stopgezet werd.
In juni 2021 werd Montanier de nieuwe trainer van Toulouse FC, dat toen net naast promotie naar de Ligue 1 had gegrepen.